# Lagavulin (Whiskybrennerei)
Lagavulin ist eine Whiskybrennerei in Lagavulin auf der schottischen Hebrideninsel Islay. Der Ortsname Lagavulin, sprich: Lagga-wuulin, nach schottisch-gälisch: Lag a’ Mhuillinn, bedeutet „die Mulde der Mühle“. Die Brennerei gehört zum Spirituosenkonzern Diageo (ehemals United Distillers). Mit ihren direkten Nachbarn Laphroaig und Ardbeg bildet sie die Gruppe der sog. 'Kildalton-Brennereien'.

## Geschichte

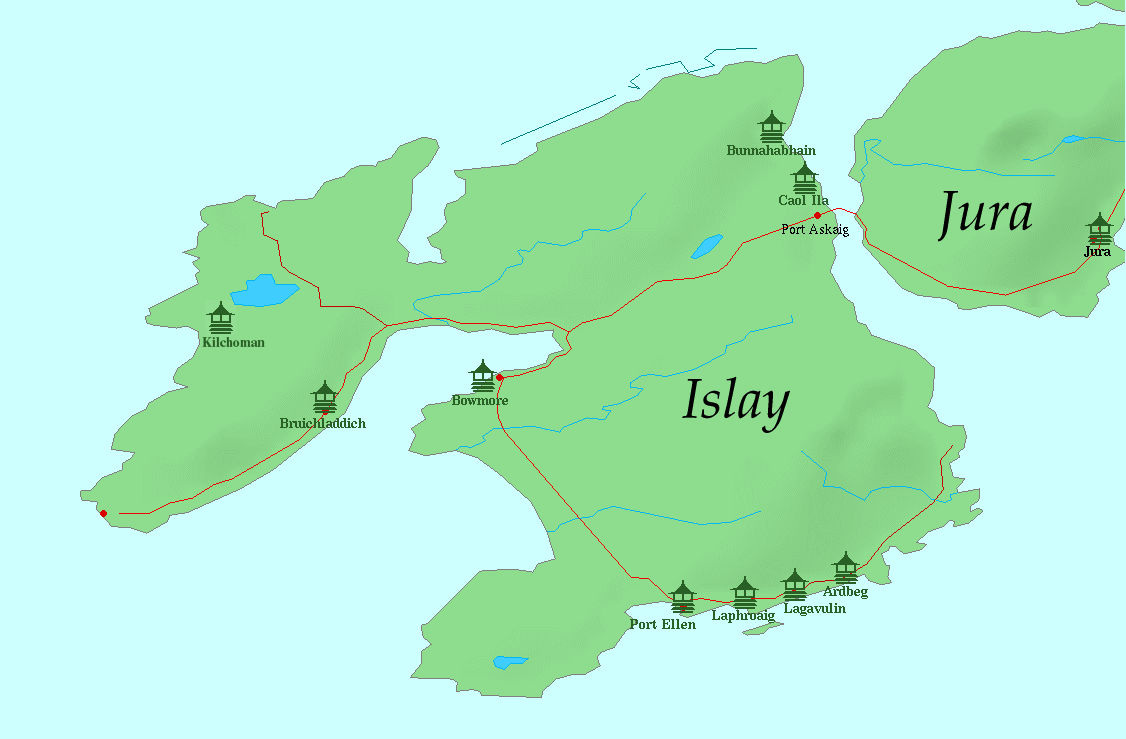
Islay

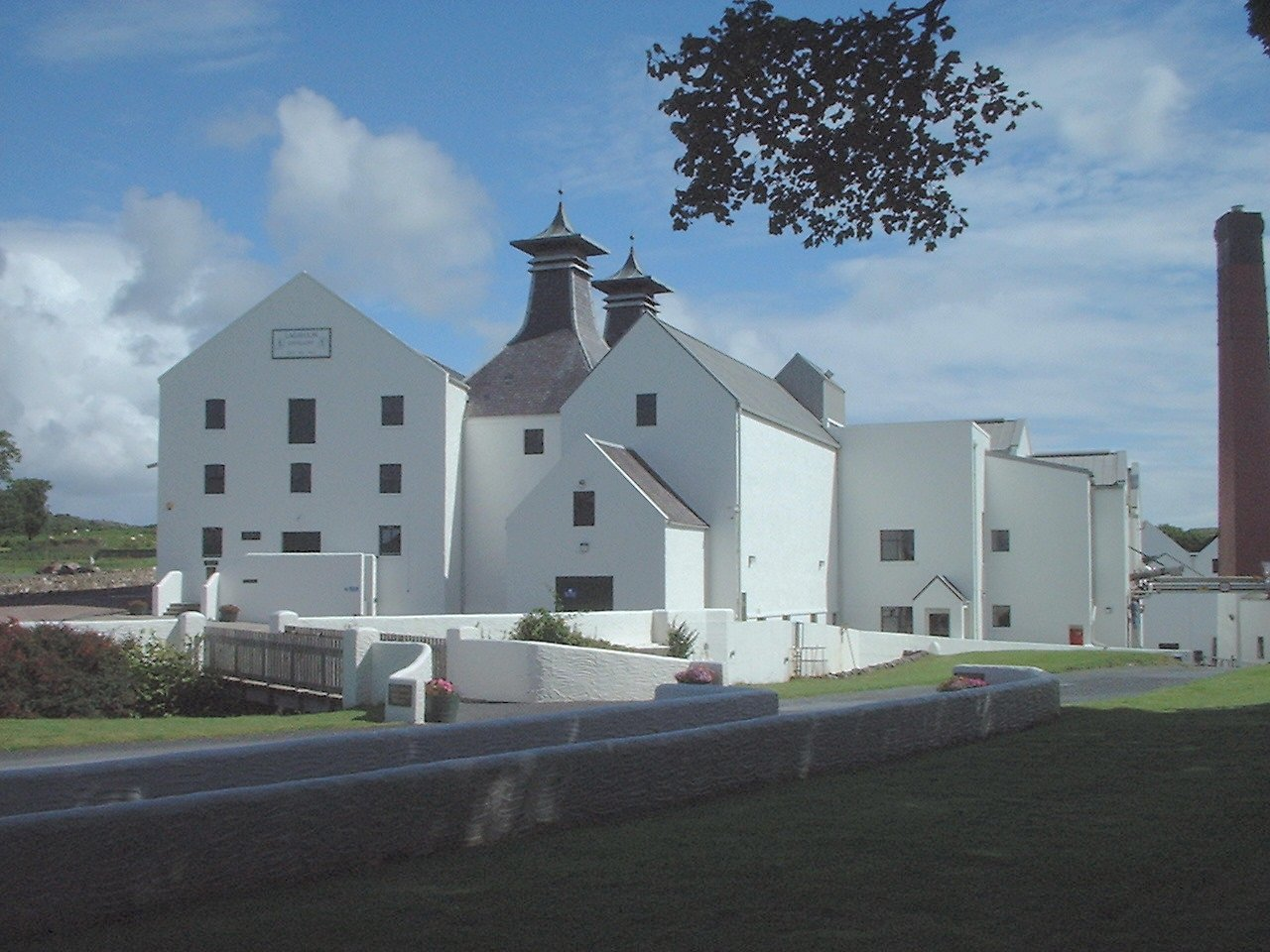
Lagavulin-Brennerei

Bereits seit 1742 wurde am Standort der heutigen Brennerei an der Lagavulin Bay Whisky hergestellt. Die erste legale Brennerei wurde jedoch erst 1816 durch John Johnston gegründet, im folgenden Jahr kam eine weitere durch Archibald Campbell gegründete hinzu: Ardmore, nicht zu verwechseln mit der Brennerei Ardmore in Kennethmont, zu der keinerlei Bezug besteht. Nachdem beide Brennereien in den Besitz von Donald Johnston gerieten, wurden diese 1837 zur heutigen Brennerei Lagavulin zusammengelegt. Ab 1860 war James Logan Mackie Besitzer der Brennerei. Bereits 1880 wurde von der Brennerei produzierte Whisky als Single Malt abgefüllt. 1889 gehörte sie Peter Mackie. 1927 kam die Destillerie zur Distillers Company Limited (DCL), die die operative Führung 1930 an ihre Tochter Scotish Malt Distillers (SMD) delegierte. Seit 1997 gehört Lagavulin zu deren Nachfolgeunternehmen Diageo. Die Destillerie war in der Vergangenheit mehrfach für kurze Zeit stillgelegt: 1918, 1941 bis 1945 und 1952 bis 1953.
Von 1908 bis 1960 gab es auf dem Gelände noch eine weitere Brennerei: Malt Mill („Malzmühle“) von Peter Mackie. 1962 wurden die in Malt Mill verwendeten Brennblasen in den Bestand von Lagavulin integriert. Heute befindet sich in der ehemaligen Mälzerei von Malt Mills das Besucherzentrum. 2023 betrug die Besucherzahl etwa 57.000 Personen.

## Produktion
Das Wasser der zur Region Islay gehörenden Brennerei stammt aus Loch Sholum und Lochan Sholum, zwei Seen an den Hängen des 347 m hohen Beinn Sholum. Das verwendete Malz wird aus den Port Ellen Maltings bezogen. Lagavulin verfügt über einen Maischbottich (mash tun) (4,32 t) aus rostfreiem Stahl und 10 Gärbottiche (wash backs) (je 21.300 Liter) aus Pinienholz. Destilliert wird in zwei wash stills (je 12.300 Liter) und zwei spirit stills (je 12.900 Liter) die durch Dampf erhitzt werden. Vor dem Abfüllen in die 250-Liter-Fässer, sogenannte Hogsheads, zur Reifung wird der new make mit Wasser auf 63,4 Prozent verdünnt.

## Produkte

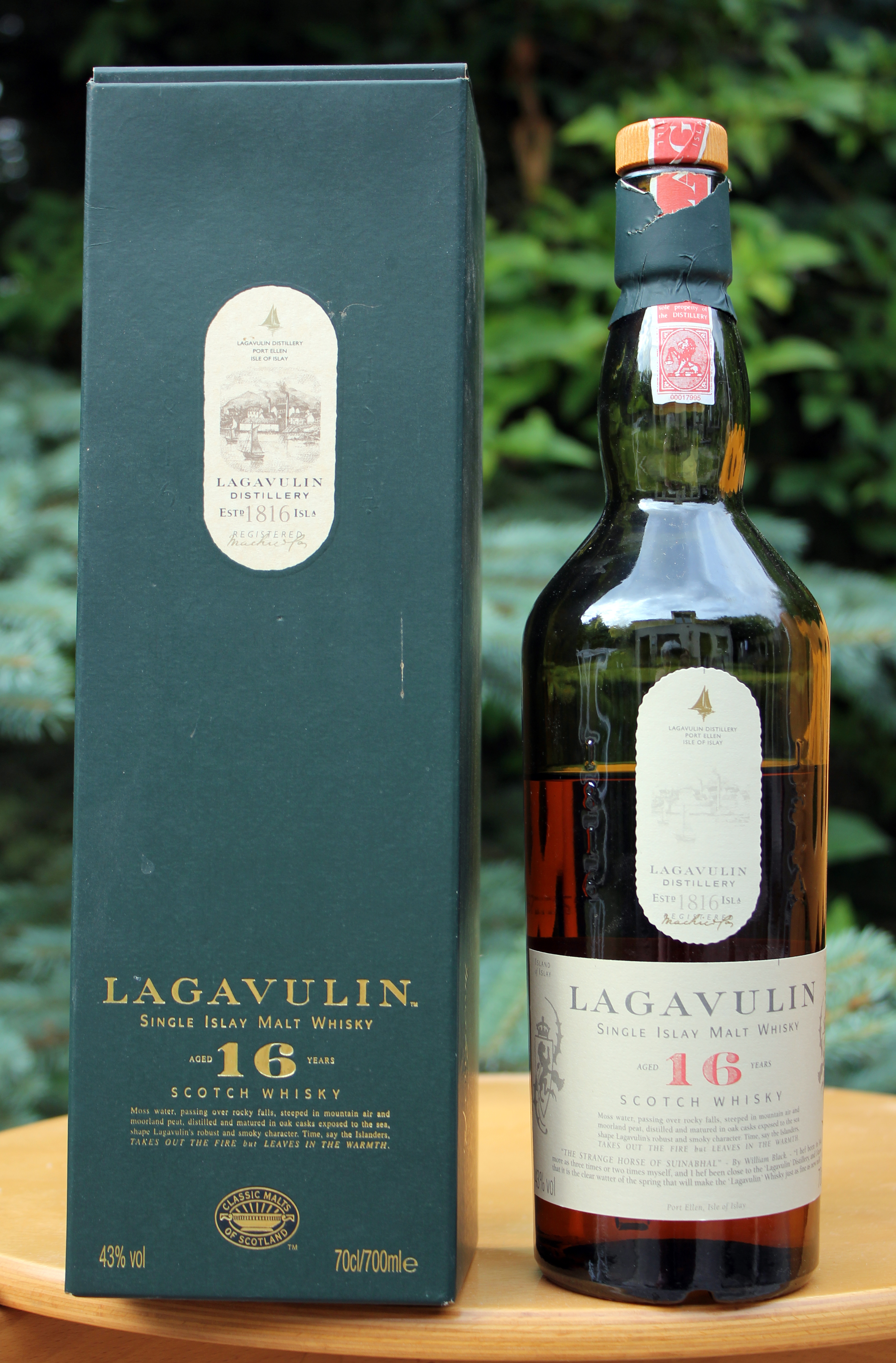
Der 16-jährige Lagavulin ist einer der erfolgreichsten Malts überhaupt

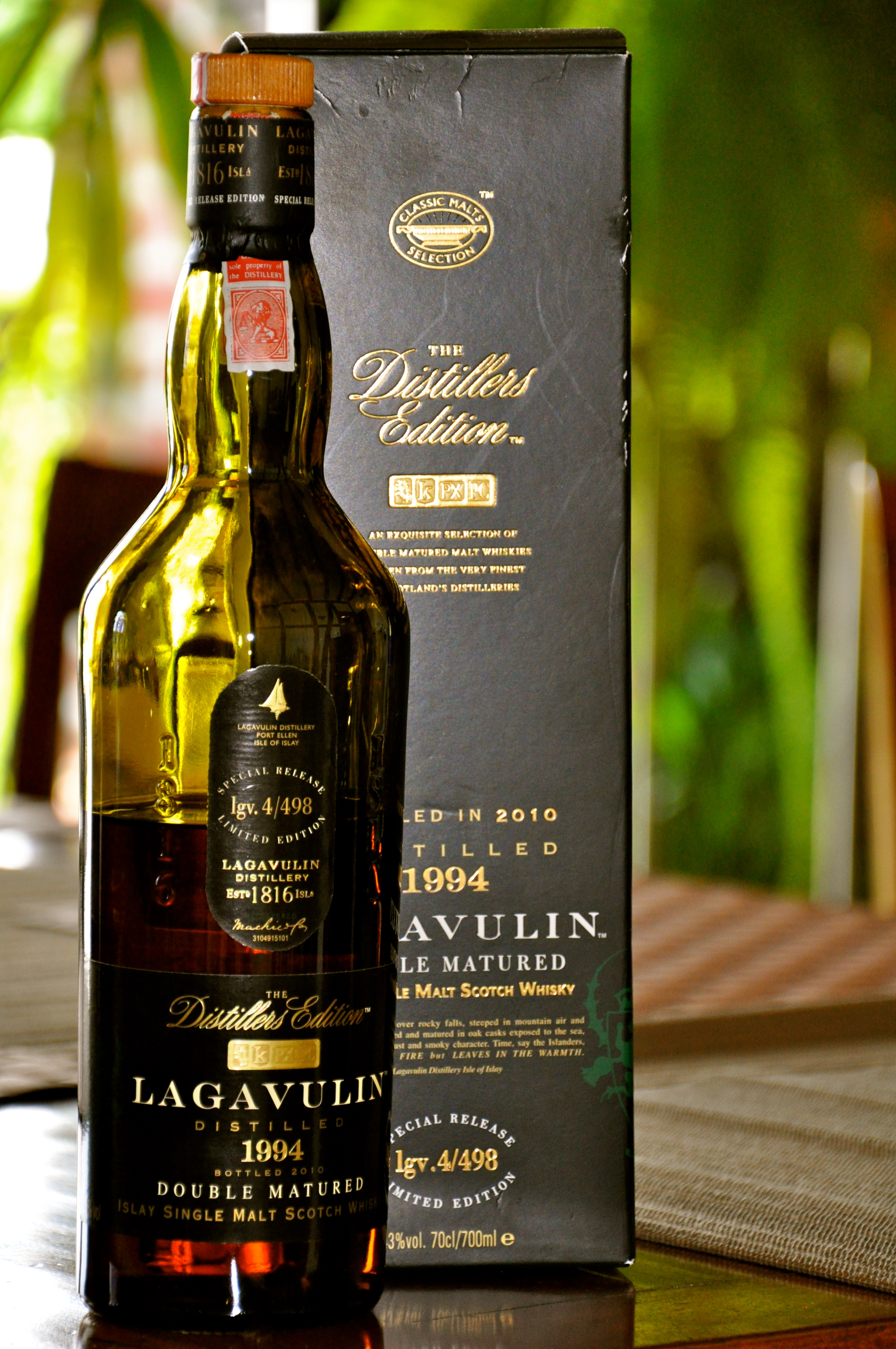
Lagavulin Distillers Edition

Kaum eine Brennerei hat mit einer so eingeschränkten Produktpalette einen so großen Erfolg wie Lagavulin. Lange Zeit war nur die 16-jährige Abfüllung erhältlich, erst vor wenigen Jahren kamen einige weitere Originalabfüllungen hinzu. Alle Produkte sind sehr stark torfig/rauchig. Dies ist typisch für auf Islay produzierte Whiskys. Produkte der Destillerie stellen ferner das Herzstück des Blends White Horse sowie dessen rarer Deluxe-Version Logan dar.
Unabhängige Abfüllungen dieser Whiskys sind selten, wenn ein Fass trotzdem einen anderen Abfüller erreichen sollte, muss dieser jedoch einen anderen Namen wählen, da der Name Lagavulin nur von der Brennerei verwendet werden darf. Ein Teil der Produktion wird für White-Horse Blends verwendet.

### 8 Year Old
Den 8-jährigen gibt es seit dem Jahr 2016.

### 10 Year Old
Der 10-jährige Lagavulin wurde im Sommer 2019 veröffentlicht. Der Alkoholgehalt beträgt 43 Volumenprozent.

### 12 Years Old, Cask Strength
Erst 2002 wurde diese Abfüllung eingeführt. Ein Grund dafür dürfte unter anderem ein Knappwerden der Vorräte für den 16-jährigen Lagavulin sein, welches durch die extrem gestiegene Nachfrage in den vorherigen Jahren begründet ist. Durch die kürzere Lagerzeit und den hohen Alkoholgehalt von ca. 58 % ist diese Abfüllung noch intensiver als die normale Abfüllung. In der Zeit vor den Classic Malts (1988) gab es einen 12-jährigen Lagavulin mit 43 %, den Vorgänger des heutigen 16 Years Old. Dieser war noch intensiver und taucht gelegentlich bei Auktionen auf.

### 12 Years, Diageo Special Release 2023
2023 hat Diageo einen 12-jährigen Lagavulin mit Tequila Finish vorgestellt. Er erscheint im Rahmen der "Diageo Special Release"-Serie. Der Alkoholgehalt beträgt 56,4 Volumenprozent.

### 16 Years Old
Der 16-jährige wird als Teil der Classic-Malts-Serie des Konzerns vermarktet. Er ist der älteste und meistverkaufte Whisky dieser Serie, der er seit 1988 angehört. In der Vergangenheit kam es, aufgrund der hohen Nachfrage, des Öfteren zu Lieferengpässen, so dass Kunden nicht selten vor leeren Regalen in den Whiskyläden standen. Diese Abfüllung ist sehr rauchig und daher vor allem für Freunde des Islay Malts interessant. Die 16-jährige Standardabfüllung ist mit dem Lebensmittelfarbstoff E150a (Zuckercouleur) gefärbt und kühlgefiltert.

### Distillers Edition
Die Distillers Edition gibt es seit 1998 und wird in Pedro-Ximénez-Fässern nachgelagert.

### 21 Years Old, Cask Strength
Originalabfüllung destilliert 1985 abgefüllt 2007 mit 56,5 % in einer Auflage von 6642 Flaschen.

### 25 Years Old, Cask Strength
Lange Zeit die älteste und teuerste Originalabfüllung mit 57,2 % in einer Auflage von 8000 Flaschen.

### 30 Years Old, Cask Strength
Originalabfüllung von 2006 mit 52,6 % in einer Auflage von 2340 Flaschen.